# Міжнародне атомне право
Міжнародне атомне право — сукупність правових норм, які регулюють міжнародні відносини у галузі використання атомної енергії.

## Предмет
Предметом цього права є відносини держав, що стосуються правового регулювання, використання атомної енергії, джерел йонізівного випромінювання, забезпечення ядерної та радіаційної безпеки, поводження з радіоактивними відходами, їх транспортування, використання атомних джерел енергії у космічному просторі, фізичного захисту атомних об'єктів (установок), матеріалів і технологій, охорони довкілля від радіоактивного забруднення, відшкодування атомної шкоди тощо.

## Завдання, цілі
Завданням міжнародного атомного права є розробка механізму міжнародного співробітництва у сфері ядерної діяльності та різноманітних організаційно-правових форм її координації та кооперування.
Головна мета міжнародного атомного права:
- сприяти об'єднанню зусиль держав у розв'язанні проблем, пов'язаних з практичним використанням ядерної енергії,
- стимулювати розвиток науково-технічного та економічного співробітництва держав у цій галузі.

Дійовим засобом досягнення цієї мети є принципи та норми міжнародного атомного права: як ті, що вже склалися, так і ті, що перебувають у стадії становлення. Центральне місце серед них посідають:
- виключно мирне використання атомної енергії;
- забезпечення безпечного використання атомної енергії;
- недопущення радіоактивного забруднення планети.

## Міжнародні відносини
Міжнародним відносинам, що регулюють ядерну енергетику, притаманні внутрішня єдність і певна самостійність. Це відносини, що виникають між країнами у процесі їх різнобічного співробітництва у сфері ядерної діяльності, яка охоплює проведення спільних наукових досліджень і створення об'єднаних науково-дослідних колективів, органів та організацій, спільне спорудження об'єктів ядерної енергетики, створення міжнародних організацій і міжнародних адміністративних об'єднань ядерного профілю, організацію системи атомної інформації, забезпечення радіаційного захисту і безпеки в галузі охорони навколишнього природного середовища від забруднення радіоактивними відходами тощо.
Міжнародне співробітництво у сфері атомної діяльності — це спільна діяльність держав у політичній, економічній, науково-технічній, екологічній і правовій сферах, спрямована на забезпечення дослідження і використання ядерної енергії, досягнень науки й техніки в мирних цілях, в інтересах і на благо всіх країн і народів.

## Міжнародні угоди
Основну роль у процесі формування міжнародного атомного права належить міжнародним договорам:
- Паризька конвенція про відповідальність перед третьою стороною у сфері ядерної енергії 1960 року;
- Брюссельська конвенція про відповідальність операторів ядерних суден 1962 року;
- Договір про заборону випробувань ядерної зброї в атмосфері, космічному просторі й під водою 1963 року;
- Віденська конвенція про цивільну відповідальність за ядерну шкоду 1963 року;
- Договір про нерозповсюдження ядерної зброї 1968 року;
- Договір про заборону розміщення на дні морів та океанів і в їх надрах ядерної зброї та інших видів масового знищення 1971 року;
- Брюссельська конвенція про цивільну відповідальність у галузі морських перевезень ядерних матеріалів 1971 року;
- Конвенція про фізичний захист ядерного матеріалу та ядерних установок 1979 року;
- Конвенція про оперативне оповіщення про ядерну аварію 1988 року;
- Конвенція про допомогу в разі ядерної аварії чи радіаційної аварійної ситуації 1986 року;
- Конвенція про ядерну безпеку 1994 року.

## Міжнародні організації
- Міжнародне агентство з атомної енергії (МАГАТЕ)
- Європейська спільнота з атомної енергії